# Gnophos kansuensis
Gnophos kansuensis là một loài bướm đêm trong họ Geometridae.